# Дзіково (Валецький повіт)
Дзіково (пол. Dzikowo, нім. Dyck) — село в Польщі, у гміні Валч Валецького повіту Західнопоморського воєводства.
Населення — 397 осіб (2011).
У 1975-1998 роках село належало до Пільського воєводства.

## Демографія
Демографічна структура станом на 31 березня 2011 року:
|          | Загалом | Допрацездатний вік | Працездатний вік | Постпрацездатний вік |
| -------- | ------- | ------------------ | ---------------- | -------------------- |
| Чоловіки | 204     | 52                 | 141              | 11                   |
| Жінки    | 193     | 57                 | 103              | 33                   |
| Разом    | 397     | 109                | 244              | 44                   |